# Linjeskepp

Linjeskeppen stred ofta enligt linjetaktiken, till exempel i slaget vid Hogland den 17 juli 1788.

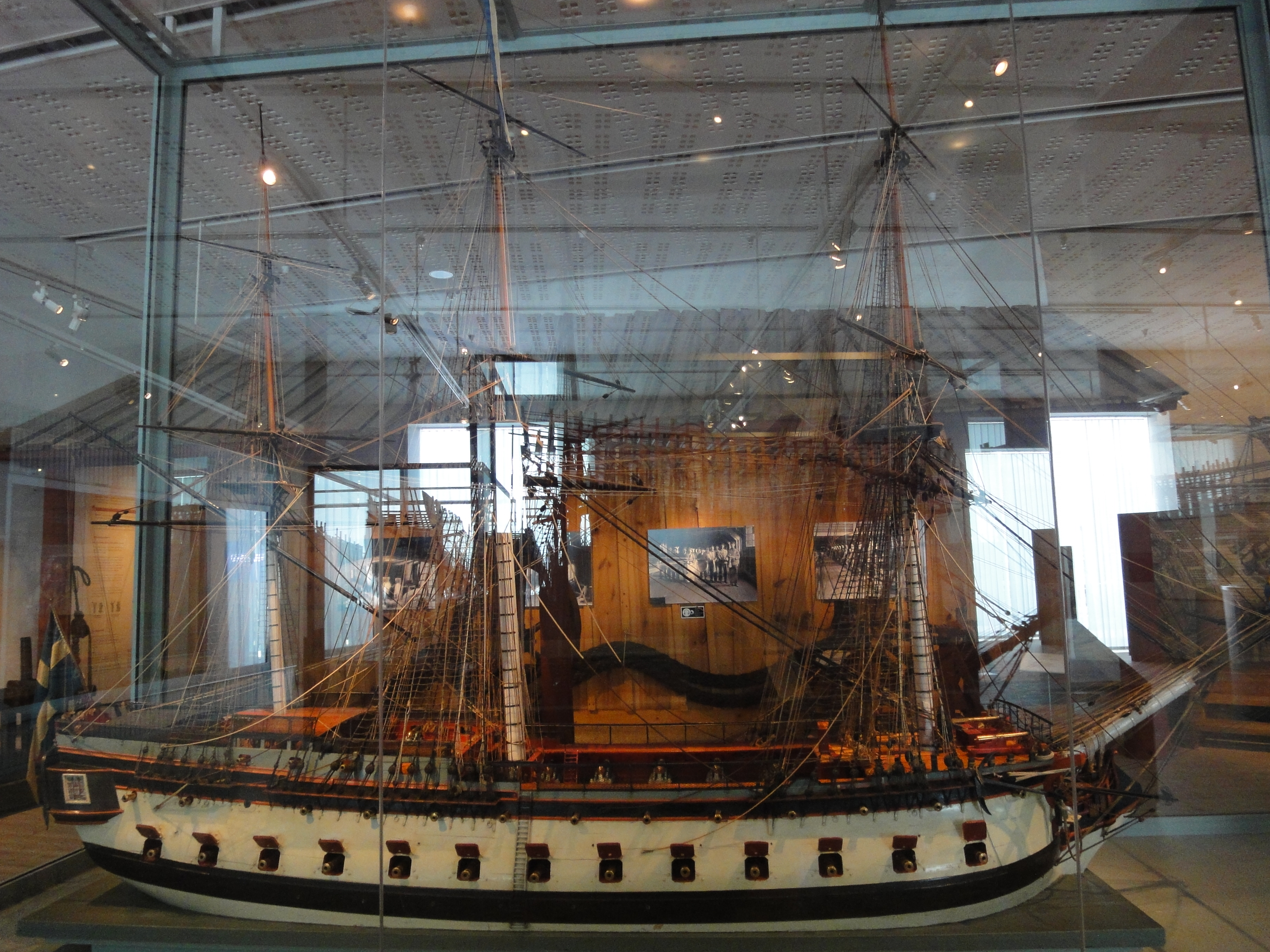
Marinmuseums i Karlskrona samtida modell av linjeskeppet Kronprins Gustaf Adolf (1782).

Linjeskepp betecknar de örlogsfartyg som under perioden cirka 1650 till 1850 var byggda för att vid sjöslag ingå i själva slaglinjen. Linjetaktiken utvecklades kring mitten av 1600-talet och byggde på att artilleriet ombord på fartygen hade blivit så starkt och lätthanterligt att det möjliggjorde för örlogsflottorna att avgöra striden på avstånd, snarare än genom bordning som förut varit det vanliga. För att kunna få så många kanoner som möjligt att bära mot fienden började man segla i strid så att fartygen i en flotta seglade efter varandra så att de bildade en enda linje. Detta krävde mycket skicklighet, men gjorde att de relativt oskyddade för- och akterskeppen skyddades av den egna flottans fartyg. En sådan linje kunde sedan möta en fientlig linje i en artilleriduell. Utanför linjerna seglade mindre fartyg, till exempel fregatter, som kunde vidarebefordra signaler genom linjen. Detta behövdes eftersom varje enskilt linjeskepp hade svårt att se andra än de närmaste fartygen i linjen.

Ett linjeskepp behövde vara slagkraftigt genom stark bestyckning och ett starkt skrov. Linjeskeppen hade två, tre eller, i sällsynta fall, fyra täckta kanondäck, med en total bestyckning på mellan cirka 50 och 140 kanoner. Utöver kanondäcken var oftast även back och skans bestyckade. För att sköta ett så stort antal kanoner samtidigt som fartygen även skulle kunna genomföra komplicerade seglingsmanövrer under strid krävdes en stor besättning. De minsta linjeskeppen kunde ha en besättning på kring 300 och de största på över 1000 man. Antalet kanoner och besättningsmän på linjeskeppen ökade under 1700-talet och skeppen var som störst under och efter Napoleonkrigen. Vid mitten av 1700-talet var 50-kanonersskeppen för små för att delta i linjen och de som sedan fanns kvar användes därför mest till eskort av handelsfartyg. Under 1700-talet utvecklades 74-kanonersskeppet, som med sina två kanondäck utgjorde den bästa avvägningen mellan eldkraft och rörlighet. Tredäckare var dyra och otympliga men fungerade ofta som flaggskepp. De förblev därför relativt få jämfört med tvådäckarna. Fyrdäckare var extremt ovanliga. I svenska flottan var linjeskeppen generellt sett något mindre än i de stora sjömakternas flottor. Vid mitten av 1800-talet var fortfarande linjeskeppen, ofta med ångdrift som komplement till seglen, kärnan i sjömakternas flottor, men från slutet av 1850-talet började fartygen ersättas av pansrade fartyg för att vid 1900-talets början ha blivit helt ersatta av moderna slagskepp.

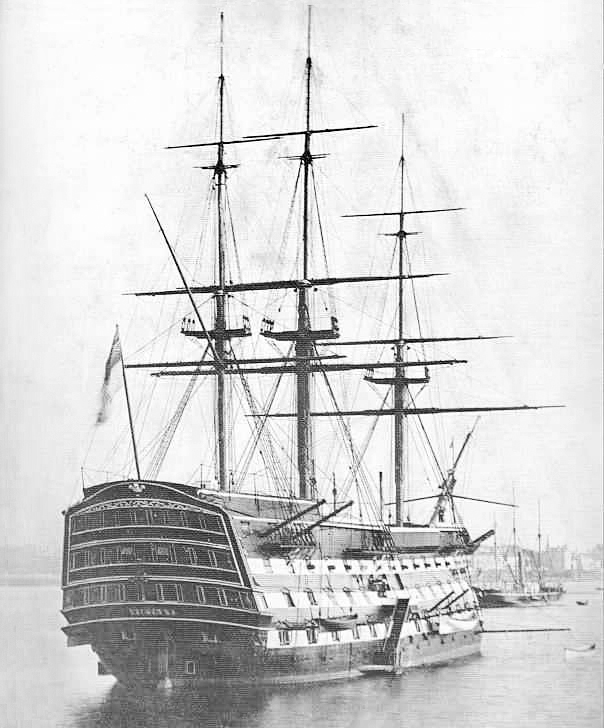
(1765) fotograferat i Portsmouth, Storbritannien, 1884.

Termen linjeskepp användes sällan i Sverige före andra halvan av 1700-talet. Ordet kommer från engelskans Ship of the Line (of battle). Rangskepp, örlogsskepp, eller helt enkelt bara skepp, var innan linjeskepp de vanligare svenska benämningarna på ett större örlogsfartyg, avsett för den egentliga striden i linjen. 1697 omtalas svenska flottans fartyg vara indelade i sex rangklasser, varav de fyra första omfattade skeppen som skulle strida i linjen, men under 1700-talet blev det vanligare att dela in flottans större fartyg i skepp, som skulle slåss i linjen, och fregatter. Fregatterna hade i regel ett kanondäck och skulle genomföra spaning, eskort, angrepp på fiendens handel och liknande.
Det brittiska tredäckade linjeskeppet HMS Victory från 1765 är det enda bevarade linjeskeppet i världen. Hon är mest känd för att ha varit den brittiska amiralen Lord Nelsons flaggskepp i slaget vid Trafalgar 1805. Fartyget finns idag i torrdocka i Portsmouth, Storbritannien.